# Fulvio Tomizza
Fulvio Tomizza, italijanski pisatelj, * 26. januar 1935, Juricani v Istri, † 21. maj 1999, Trst.

## Študij
Do začetka šolanja je prebival v Istri, zaključil je gimnazijo v Kopru. Študiral je v Ljubljani na Fakulteti za romanske književnosti in na Akademiji za dramsko umetnost v Beogradu. V letu 1955 se je preselil v Trst, kjer je delal kot novinar na italijanskem radiu, od leta 1981 pa je bil svobodni pisatelj.

## Književno ustvarjanje
Tomizza je napisal okrog trideset del, večinoma romanov. Pisal je tudi eseje, novele, drame in otroško književnost. V svojih delih idejo meje prikazuje skozi usode posameznikov – meja ni prostor razmejevanja, temveč je prostor prepustnosti, ki ljudem daje možnost komunikacije, srečevanja. Tomizza se ne postavlja na italijansko ali slovensko stran, temveč kaže stvarnost iz različnih zornih kotov. V svojih delih piše predvsem o izseljevanju Italijanov iz Istre po drugi svetovni vojni ter s tem povezanimi občutki domotožja in izkoreninjenosti, o zgodovinski tematiki in vprašanjih manjšin.

### Prozna dela
Za prvi roman, Materada, ki je izšel leta 1960 (1989 v slovenskem prevodu) so najpomembnejši italijanski literarni kritiki izrazili navdušenje. Sledila sta La ragazza di Petrovia (Dekle iz Petrovije) in Il bosco di acacie e altri racconti (Akacijev gozd). Vsi trije romani so bili pozneje zbrani v knjigo Trilogia istriana (1967; slovenski prevod: Istrska trilogija). Sledila sta romana La quinta stagione (Peto obdobje) in L' albero dei sogni (Drevo sanj). Leta 1970 je objavil zbirko pripovedi La torre capovolta (Obrnjeni stolp). Dve leti kasneje je izšel roman La città di Miriam (Miriamino mesto), v katerem izhaja iz tržaškega okolja. Za knjigo Dove tornare (Kam naj se vrnem) je prejel literarno nagrado. Leta 1977 je objavil roman La miglior vita (v slovenskem prevodu je z naslovom Boljše življenje izšel leta 1980), ki je bil prav tako nagrajen.
Izhajajoč iz tržaškega okolja piše tudi v delu L' amicizia (1980; slovenski prevod: Prijateljstvo, 1981) in Franziska (1997; Frančiška).
Tomizza je s knjigo La finzione di Maria (1980; Maria Janis) začel niz z zgodovino zaznamovanih del. Najbolj pomenljivo je Il male viene dal Nord (1984; Zlo prihaja s severa še ni dostopno v slovenskem prevodu), v katerem piše o kulturnem vzdušju v Evropi v 16. in 17. stoletju, pomembno vlogo v delu pa ima lik koprskega škofa Petra Pavla Vergerija. 
Prozna dela, ki jih je napisal v tridesetletnem obdobju, je Tomizza zbral v zbirko Ieri, un secolo fa (1985; Včeraj, stoletje od tega). 
Literarno nagrado je dobil tudi za roman Gli sposi di via Rossetti (1986; v slovenskem prevodu Mladoporočenca iz ulice Rossetti, 1987, Trst, Ljubljana), v katerem piše o tragični smrti Slovencev Stanka Vuka in Danice Tomažič (sestre Pinka Tomažiča) v času fašizma. S tem dogodkom se ukvarja tudi drama Zaljubljeni v smrt Tamare Matevc, ki je delno nastala po Tomizzijevem romanu. Uprizorjena je bila v Slovenskem stalnem gledališču v Trstu v sezoni 2008/9. 
V naslednjih letih so izšla dela Quando Dio uscì di chiesa: vita e fede in un borgo istriano del Cinquecento (Ko je Bog zapustil Cerkev, življenje in vera istrske vasi v 16. stoletju), I rapporti colpevoli (Pregrešna razmerja), Poi vienne Cernobyl (Potem je prišel Černobil), L'ereditiera veneziana (Beneška dedinja), Fughe incrociate (Navzkrižni pobegi) in L'abate Roys e il fatto innominabile (Opat Roys in neizrekljivo dejanje).
Tomizza je na Tržaškem, po Italiji in drugih državah tudi večkrat predaval o vrednotah sobivanja različnih kultur in ljudi ob meji. Zbirko člankov, razmišljanj in predavanj o stvarnosti na Tržaškem, ki je nastajala več desetletij, je izdal pod naslovom Alle spalle di Trieste (1995; slovenski prevod Na ramenih oz. tudi Trstu za hrbtom).
Leta 1996 je izšel njegov roman Dal luogo del sequestro (Iz kraja ugrabitve), posthumno pa dela La visitatrice (1999; Obiskovalka), Nel chiaro della notte (2000; V jasnini noči), La casa col mandorlo (2000; Hiša ob mandljevcu oz. tudi Hiša ob mandlju) in Il sogno dalmata (2001; Dalmatinski sen).

### Dramska dela in besedila za otroke
Tomizzev dramski opus obsega tudi dramska dela in besedila za otroke. 
Prvo kulturno približevanje med Trstom in Jugoslavijo je opazno v igri Vera Verk (1963), ki so jo uprizorili v Stalnem gledališču Furlanije Julijske krajine. L' idealista (Idealist) je dramatizacija Cankarjevega Martina Kačurja. Uprizorjeno je bilo leta 1976 v Stalnem gledališču Trst. Gledališče je z velikim uspehom gostovalo tudi v Ljubljani, v Beogradu in v sezoni 1983/1984 na odru dunajskega teatra Volkstheater.
Fulvio Tomizza je napisal leposlovna dela za otroke La pulce in gabbia (Bolha v kletki), Trick: storia di un cane (Trick: zgodba nekega psa), Anche le pulci hanno la tosse (Tudi bolhe kašljajo) ter Il gatto Martino (Maček Martin).
Dela Fulvia Tomizze so prevedena v slovenščino, španščino, grščino, francoščino, angleščino, nemščino, romunščino, ruščino, poljščino, švedščino, norveščino, hrvaščino, nizozemščino, pa tudi v esperanto.

### Ostala dela
- La scoperta di Bild
- Le mie estati letterari: lungo le tracce della memoria
- San Giusto, un luogo della storia
- La storia di Bertoldo: (da Giulio Cesare Croce): due tempi
- Destino di frontiera: dialogo con Riccardo Ferrante (napisano z R. Ferrantejem, intervju; slovenski prevod Obmejna usoda)

## Nagrade
Za svoje književno ustvarjanje je Fulvio Tomizza prejel več nagrad. Italijansko literarno nagrado selezione campiello je dobil večkrat: za roman La quinta stagione (Peto obdobje) leta 1965 in za knjigo Dove tornare (Kam naj se vrnem) leta 1974. Prislužil si jo je tudi s knjigo Gli sposi di via Rossetti in I rapporti colpevoli (za slednjo je dobil tudi nagrado Giovanni Boccaccio).
Tri leta pozneje prejel nagrado strega za roman La miglior vita (Boljše življenje). Roman je bil preveden v deset jezikov in bil natisnjen v 400.000 izvodih. Po objavi nemškega prevoda je leta 1979 prejel avstrijsko državno nagrado za evropsko literaturo.
Leta 1969 si je z delom L'albero dei sogni (Drevo sanj) prislužil nagrado za prozo viareggio, leta 1986 pa je bil izbran za prvega dobitnika prve Mednarodne nagrade za književnost Vilenica (za roman Gli sposi di via Rossetti).
Po njem je poimenovana literarna nagrada, ki jo podeljuje Lions klub Trst in čezmejni slovensko-italijansko-hrvaški kulturni Forum Tomizza, ki ga prirejajo v Kopru, Trstu in Umagu, kjer so mu postavili tudi dopsni kip.